# Hóquei sobre a grama nos Jogos Pan-Americanos de 2003
As competições de hóquei sobre a grama nos Jogos Pan-Americanos de 2003 foram realizadas em Santo Domingo, República Dominicana. Esta foi a décima edição do esporte nos Jogos Pan-Americanos. O vencedor de cada torneio ganhou vaga para as Olimpíadas 2004.

## Masculino

### Classificação
- República Dominicana (País-sede)
- Canadá (Último campeão)
- Trinidad e Tobago (Vencedor dos Jogos Centro-Americanos e do Caribe de 2002)
- Barbados (Segundo nos Jogos Centro-Americanos e do caribe de 2002)
- Argentina (Vencedor do Campeonato Sul-Americano de 2003)
- Cuba (Vencedor da Copa Pan-Americana de 2000)
- Chile (Quarto na Copa Pan-Americana de 2000)
- Estados Unidos (Quinto na Copa Pan-Americana de 2000)

### Árbitros
- Enzo Caraveta (ARG)
- Tomas Gantz (CHI)
- Donny Gobinsingh (TRI)
- Jason King (BAR)
- Felix Manuel Lora (DOM)
- Marcello Servetto (ARG)
- Gus Soteriades (USA)
- Luis Villa (CUB)
- Chris Wilson (CAN)
- Philip Schellekens (NED)
- Nathan Stagno (GIB)

### Fase preliminar

#### Grupo A
| Time                 | J | V | E | D | GP | GC | SG  | Pts |
| -------------------- | - | - | - | - | -- | -- | --- | --- |
| Argentina            | 3 | 3 | 0 | 0 | 35 | 0  | +35 | 9   |
| Chile                | 3 | 1 | 1 | 1 | 25 | 1  | +24 | 4   |
| Estados Unidos       | 3 | 1 | 1 | 1 | 23 | 4  | +19 | 4   |
| República Dominicana | 3 | 0 | 0 | 3 | 0  | 78 | −78 | 0   |

| 2 de agosto de 2003 09:35 |        |                |                                                     |
| Chile                     | 0–0    | Estados Unidos | Árbitros: Donny Gobinsingh (TRI) Chris Wilson (CAN) |
|                           | Report |                | Árbitros: Donny Gobinsingh (TRI) Chris Wilson (CAN) |

| 2 de agosto de 2003 15:30                                                                                |        |                      |                                                     |
| Argentina                                                                                                | 30–0   | República Dominicana | Árbitros: Philip Schellekens (NED) Jason King (BAR) |
| Hourquebie 1' Vila 3' Lombi 6' Almada 8' Esraris 21' MacCormik 22' Retegui 24' Paredes 25' Cammareri 39' | Report |                      | Árbitros: Philip Schellekens (NED) Jason King (BAR) |

| 4 de agosto de 2003 17:30 |        |                                 |                                                      |
| Estados Unidos            | 0–4    | Argentina                       | Árbitros: Nathan Stagno (GIB) Donny Gobinsingh (TRI) |
|                           | Report | Vila 24' Retegui 47' Almada 60' | Árbitros: Nathan Stagno (GIB) Donny Gobinsingh (TRI) |

| 4 de agosto de 2003 19:30 |        |                                                                       |                                               |
| República Dominicana      | 0–25   | Chile                                                                 | Árbitros: Luis Villa (CUB) Chris Wilson (CAN) |
|                           | Report | F. Montegu 1' Stein 2' O'Ryan 4' Kuhlenthal 5' Vogel 50' Casanova 55' | Árbitros: Luis Villa (CUB) Chris Wilson (CAN) |

| 6 de agosto de 2003 08:30 |        |       |                                                       |
| Argentina                 | 1–0    | Chile | Árbitros: Philip Schellekens (NED) Chris Wilson (CAN) |
| Paredes 51'               | Report |       | Árbitros: Philip Schellekens (NED) Chris Wilson (CAN) |

| 6 de agosto de 2003 17:30                                           |        |                      |                                             |
| Estados Unidos                                                      | 23–0   | República Dominicana | Árbitros: Luis Villa (CUB) Jason King (BAR) |
| Martin 10' Hindy 14' Harris 16' Cota 18' Nakamura 24' D. Kainth 52' | Report |                      | Árbitros: Luis Villa (CUB) Jason King (BAR) |

#### Grupo B
| Time              | J | V | E | D | GP | GC | SG  | Pts |
| ----------------- | - | - | - | - | -- | -- | --- | --- |
| Canadá            | 3 | 3 | 0 | 0 | 7  | 3  | +4  | 9   |
| Cuba              | 3 | 2 | 0 | 1 | 12 | 3  | +8  | 6   |
| Trinidad e Tobago | 3 | 1 | 0 | 2 | 6  | 6  | 0   | 3   |
| Barbados          | 3 | 0 | 0 | 3 | 2  | 15 | −13 | 0   |

| 2 de agosto de 2003 17:30           |        |                       |                                                           |
| Canadá                              | 3–2    | Barbados              | Árbitros: Marcello Servetto (ARG) Felix Manuel Lora (DOM) |
| Fernandes 24' Kahlon 31' Oliver 50' | Report | Parris 33' Leggal 57' | Árbitros: Marcello Servetto (ARG) Felix Manuel Lora (DOM) |

| 2 de agosto de 2003 19:30 |        |                          |                                                    |
| Trinidad e Tobago         | 2–3    | Cuba                     | Árbitros: Nathan Stagno (GIB) Gus Soteriades (USA) |
| Browne 16'                | Report | Rodriguez 13' Blanco 22' | Árbitros: Nathan Stagno (GIB) Gus Soteriades (USA) |

| 4 de agosto de 2003 08:30 |        |                   |                                                         |
| Canadá                    | 3–1    | Trinidad e Tobago | Árbitros: Enzo Caraveta (ARG) Philip Schellenkens (NED) |
| Short 51' Fernandes 57'   | Report | Whittington 30'   | Árbitros: Enzo Caraveta (ARG) Philip Schellenkens (NED) |

| 4 de agosto de 2003 15:30 |        |                                                      |                                                     |
| Barbados                  | 0–9    | Cuba                                                 | Árbitros: Marcello Servetoo (ARG) Tomas Gantz (CHI) |
|                           | Report | Blanco 7' Rojas 27' Lemos 36' Perez 39' Larrondo 52' | Árbitros: Marcello Servetoo (ARG) Tomas Gantz (CHI) |

| 6 de agosto de 2003 15:30 |        |               |                                                       |
| Cuba                      | 0–1    | Canadá        | Árbitros: Nathan Stagno (GIB) Marcello Servetto (ARG) |
|                           | Report | Fernandes 67' | Árbitros: Nathan Stagno (GIB) Marcello Servetto (ARG) |

| 6 de agosto de 2003 19:30 |        |          |                                                    |
| Trinidad e Tobago         | 3–0    | Barbados | Árbitros: Enzo Caraveta (ARG) Gus Soteriades (USA) |
| Browne 16'                | Report |          | Árbitros: Enzo Caraveta (ARG) Gus Soteriades (USA) |

### Quinto ao oitavo lugar
|  | Cruzamento           | Cruzamento     |   |                      | Quinto lugar      | Quinto lugar |  |
|  |                      |                |   |                      |                   |              |  |
|  | 9 de agosto          |                |   |                      |                   |              |  |
|  | República Dominicana | 0              |   |                      |                   |              |  |
|  | Trinidad e Tobago    | 22             |   |                      |                   |              |  |
|  |                      |                |   |                      |                   |              |  |
|  |                      |                |   |                      | 12 de agosto      |              |  |
|  |                      |                |   |                      | Trinidad e Tobago | 2            |  |
|  |                      | Estados Unidos | 3 |                      |                   |              |  |
|  |                      |                |   |                      |                   |              |  |
|  |                      |                |   |                      |                   |              |  |
|  |                      |                |   |                      | Sétimo lugar      |              |  |
|  | 9 de agosto          | 9 de agosto    |   | 12 de agosto         | 12 de agosto      |              |  |
|  | Estados Unidos       | 2              |   | República Dominicana | 0                 |              |  |
|  | Barbados             | 1              |   |                      | Barbados          | 13           |  |

#### Cruzamento
| 9 de agosto de 2003 08:30 |        |                                                                            |                                              |
| Predefinição:Fh-rt        | 0–22   | Predefinição:Fh                                                            | Árbitros: Tomas Gantz (CHI) Jason King (BAR) |
|                           | Report | Browne 6' Garcia 9' Gilkes 11' Noreiga 34' Legerton 44' Wren 56' Cowie 63' | Árbitros: Tomas Gantz (CHI) Jason King (BAR) |

| 9 de agosto de 2003 15:00 |        |            |                                                          |
| Estados Unidos            | 2–1    | Barbados   | Árbitros: Donny Gobinsingh (TRI) Marcello Servetto (ARG) |
| Martin 47'                | Report | Murray 30' | Árbitros: Donny Gobinsingh (TRI) Marcello Servetto (ARG) |

#### Sétimo e oitavo lugar
| 12 de agosto de 2003 17:30 |        |                                                                                      |                                                 |
| República Dominicana       | 0–13   | Barbados                                                                             | Árbitros: Gus Soteriades (USA) Luis Villa (CUB) |
|                            | Report | Mayers 3' Trotman 6' Murray 9' Thomas 18' Owen 38' Cumberbatch 43' Hill 53' Webb 63' | Árbitros: Gus Soteriades (USA) Luis Villa (CUB) |

#### Quinto e sexto lugar
| 12 de agosto de 2003 20:00 |        |                                    |                                                |
| Trinidad e Tobago          | 2–3    | Estados Unidos                     | Árbitros: Tomas Gantz (CHI) Chris Wilson (CAN) |
| Browne 45'                 | Report | Kainth 20' Harris 61' Nakamura 85' | Árbitros: Tomas Gantz (CHI) Chris Wilson (CAN) |

### Fase da medalha
|  | Semifinais  | Semifinais  |   |              | Final          | Final |  |
|  |             |             |   |              |                |       |  |
|  | 9 de agosto |             |   |              |                |       |  |
|  | Chile       | 1           |   |              |                |       |  |
|  | Canadá      | 3           |   |              |                |       |  |
|  |             |             |   |              |                |       |  |
|  |             |             |   |              | 13 de agosto   |       |  |
|  |             |             |   |              | Canadá         | 0     |  |
|  |             | Argentina   | 1 |              |                |       |  |
|  |             |             |   |              |                |       |  |
|  |             |             |   |              |                |       |  |
|  |             |             |   |              | Terceiro lugar |       |  |
|  | 9 de agosto | 9 de agosto |   | 13 de agosto | 13 de agosto   |       |  |
|  | Argentina   | 5           |   | Chile        | 2              |       |  |
|  | Cuba        | 1           |   |              | Cuba           | 6     |  |

#### Semifinais
| 9 de agosto de 2003 17:30 |        |                                       |                                                        |
| Chile                     | 1–3    | Canadá                                | Árbitros: Philip Schellekens (NED) Enzo Caraveta (ARG) |
| Thiermann 53'             | Report | Fernandes 10' Deol 18' Wettlaufer 20' | Árbitros: Philip Schellekens (NED) Enzo Caraveta (ARG) |

| 9 de agosto de 2003 20:00 |        |           |                                                    |
| Argentina                 | 5–1    | Cuba      | Árbitros: Nathan Stagno (GIB) Gus Soteriades (USA) |
| Lombi 9' Cammareri 60'    | Report | Sayas 53' | Árbitros: Nathan Stagno (GIB) Gus Soteriades (USA) |

#### Disputa do bronze
| 13 de agosto de 2003 15:00 |        |                     |                                                       |
| Chile                      | 2–6    | Cuba                | Árbitros: Marcello Servetto (ARG) Enzo Caraveta (ARG) |
| F. Montegu 18' Gantz 42'   | Report | Lemos 6' Blanco 15' | Árbitros: Marcello Servetto (ARG) Enzo Caraveta (ARG) |

#### Disputa do ouro
| 13 de agosto de 2003 20:00 |        |             |                                                        |
| Canadá                     | 0–1    | Argentina   | Árbitros: Philip Schellekens (NED) Nathan Stagno (GIB) |
|                            | Report | Paredes 39' | Árbitros: Philip Schellekens (NED) Nathan Stagno (GIB) |

### Classificação final
1. Argentina
2. Canadá
3. Cuba
4. Chile
5. Estados Unidos
6. Trinidad e Tobago
7. Barbados
8. República Dominicana

## Feminino

### Classificação
- República Dominicana (País-sede)
- Argentina (Último campeão)
- Trinidad e Tobago (Vencedor dos Jogos Centro-Americanos e do Caribe de 2002)
- Jamaica (Segundo nos Jogos Centro-Americanos e do Caribe de 2002)
- Chile (Segundo no Campeonato Sul-Americano de 2003)
- Estados Unidos (Segundo na Copa Pan-Americana de 2001)
- Canadá (Terceiro na Copa Pan-Americana de 2001
- Uruguai (Quarto na Copa Pan-Americana de 2001)

### Árbitras
- Rosario Ardanaz (URU)
- Keely Dunn (CAN)
- Susan Gomes (TRI)
- Alicia Tekeda Hirata (MEX)
- Jun Kentwell (USA)
- Mercedes Sanchez (ARG)
- Emma Simmons (BER)
- Ann van Dyk (CAN)
- Claudia Videla (CHI)
- Sarah Garnett (NZL)
- Alison Hill (ENG)

### Fase preliminar

#### Grupo A
| Time                 | J | V | E | D | GP | GC | SG  | Pts |
| -------------------- | - | - | - | - | -- | -- | --- | --- |
| Argentina            | 3 | 3 | 0 | 0 | 47 | 1  | +46 | 9   |
| Chile                | 3 | 2 | 0 | 1 | 24 | 14 | +10 | 6   |
| Trinidad e Tobago    | 3 | 1 | 0 | 2 | 7  | 13 | −6  | 3   |
| República Dominicana | 3 | 0 | 0 | 3 | 1  | 51 | −50 | 0   |

| 3 de agosto de 2003                                                                  |        |                   |                                                     |
| Argentina                                                                            | 9–0    | Trinidad e Tobago | Árbitros: Jun Zhang Kentwell (USA) Keely Dunn (CAN) |
| Gulla 9' Rognoni 24' Aicega 29' Del Carril 33' Doreski 48' Ferrari 50' Hernández 61' | Report |                   | Árbitros: Jun Zhang Kentwell (USA) Keely Dunn (CAN) |

| 3 de agosto de 2003 15:30                                                                                    |        |                      |                                                    |
| Chile | 20–0   | República Dominicana | Árbitros: Ann van Dyk (CAN) Mercedes Sanchez (ARG) |
| D. Infante 4' P. Infante 9' Garcia 17' Mateluna 18' Albertz 25' Rojas 44' Martin 55' Wilson 61' Villagra 62' | Report |                      | Árbitros: Ann van Dyk (CAN) Mercedes Sanchez (ARG) |

| 5 de agosto de 2003 17:30 |        |                             |                                                        |
| Trinidad e Tobago         | 1–3    | Chile                       | Árbitros: Jun Zhang Kentwell (USA) Alicia Takeda (MEX) |
| Trotman 52'               | Report | Villagra 26' D. Infante 45' | Árbitros: Jun Zhang Kentwell (USA) Alicia Takeda (MEX) |

| 5 de agosto de 2003 19:30 |        | |                                                  |
| República Dominicana      | 0–25   | Argentina                                                                                               | Árbitros: Keely Dunn (CAN) Rosario Ardanaz (URU) |
|                           | Report | García 2' Gulla 4' Margalot 10' Ferrari 12' Rognoni 17' Aymar 18' Doreski 22' Del Carril 34' Aicega 61' | Árbitros: Keely Dunn (CAN) Rosario Ardanaz (URU) |

| 7 de agosto de 2003 08:30         |        |                      |                                                       |
| Trinidad e Tobago                 | 6–1    | República Dominicana | Árbitros: Mercedes Sanchez (ARG) Claudia Videla (CHI) |
| Trotman 5' Sui Butt 21' Dixon 44' | Report | Cespedes 25'         | Árbitros: Mercedes Sanchez (ARG) Claudia Videla (CHI) |

| 7 de agosto de 2003 17:30                                           |        |                |                                                      |
| Argentina                                                           | 13–1   | Chile          | Árbitros: Jun Zhang Kentwell (USA) Ann van Dyk (CAN) |
| García 3' Gulla 6' Gonzalez Olivia 11' Del Carril 19' Hernández 27' | Report | D. Infante 45' | Árbitros: Jun Zhang Kentwell (USA) Ann van Dyk (CAN) |

#### Grupo B
| Time           | J | V | E | D | GP | GC | SG  | Pts |
| -------------- | - | - | - | - | -- | -- | --- | --- |
| Estados Unidos | 3 | 3 | 0 | 0 | 13 | 0  | +13 | 9   |
| Uruguai        | 3 | 1 | 1 | 1 | 6  | 6  | 0   | 4   |
| Canadá         | 3 | 1 | 1 | 1 | 4  | 4  | 0   | 4   |
| Jamaica        | 3 | 0 | 0 | 3 | 0  | 13 | −13 | 0   |

| 3 de agosto de 2003 17:30     |        |         |                                                     |
| Estados Unidos                | 5–0    | Jamaica | Árbitros: Rosario Ardanaz (URU) Sarah Garnett (NZL) |
| Reeve 2' Fuchs 22' Barber 28' | Report |         | Árbitros: Rosario Ardanaz (URU) Sarah Garnett (NZL) |

| 3 de agosto de 2003 19:30 |        |             |                                                 |
| Canadá                    | 1–1    | Uruguai     | Árbitros: Alicia Takeda (MEX) Alison Hill (ENG) |
| Johnson 67'               | Report | Mutilva 33' | Árbitros: Alicia Takeda (MEX) Alison Hill (ENG) |

| 5 de agosto de 2003 08:30 |        |                                |                                                  |
| Uruguai                   | 0–5    | Estados Unidos                 | Árbitros: Alison Hill (ENG) Claudia Videla (CHI) |
|                           | Report | Fuchs 32' Rizzo 40' Barber 53' | Árbitros: Alison Hill (ENG) Claudia Videla (CHI) |

| 5 de agosto de 2003 15:30 |        |                                 |                                                 |
| Jamaica                   | 0–3    | Canadá                          | Árbitros: Susan Gomes (TRI) Sarah Garnett (NZL) |
|                           | Report | Rix 11' D'Abreo 30' Rushton 50' | Árbitros: Susan Gomes (TRI) Sarah Garnett (NZL) |

| 7 de agosto de 2003 15:30 |        |                                                  |                                                 |
| Jamaica                   | 0–5    | Uruguai                                          | Árbitros: Alicia Takeda (MEX) Susan Gomes (TRI) |
|                           | Report | Ceretta 4' Bisignano 9' Hernandez 11' Casabo 29' | Árbitros: Alicia Takeda (MEX) Susan Gomes (TRI) |

| 7 de agosto de 2003 19:30 |        |                      |                                                 |
| Canadá                    | 0–3    | Estados Unidos       | Árbitros: Sarah Garnett (NZL) Alsion Hill (ENG) |
|                           | Report | Gannon 20' Fuchs 21' | Árbitros: Sarah Garnett (NZL) Alsion Hill (ENG) |

### Quinto ao oitavo lugar
|  | Cruzamento           | Cruzamento        |   |                      | Quinto lugar | Quinto lugar |  |
|  |                      |                   |   |                      |              |              |  |
|  | 10 de agosto         |                   |   |                      |              |              |  |
|  | República Dominicana | 0                 |   |                      |              |              |  |
|  | Canadá               | 10                |   |                      |              |              |  |
|  |                      |                   |   |                      |              |              |  |
|  |                      |                   |   |                      | 12 August    |              |  |
|  |                      |                   |   |                      | Canadá       | 6            |  |
|  |                      | Trinidad e Tobago | 0 |                      |              |              |  |
|  |                      |                   |   |                      |              |              |  |
|  |                      |                   |   |                      |              |              |  |
|  |                      |                   |   |                      | Sétimo lugar |              |  |
|  | 10 de agosto         | 10 de agosto      |   | 12 August            | 12 August    |              |  |
|  | Trinidad e Tobago    | 4                 |   | República Dominicana | 0            |              |  |
|  | Jamaica              | 0                 |   |                      | Jamaica      | 7            |  |

#### Cruzamento
| 10 de agosto de 2003 08:30 |        |                                                                 |                                                      |
| República Dominicana       | 0–10   | Canadá                                                          | Árbitros: Rosario Ardanaz (URU) Claudia Videla (CHI) |
|                            | Report | Jameson 6' Rezansoff 10' Hunt 15' Buker 47' Tingley 62' Rix 66' | Árbitros: Rosario Ardanaz (URU) Claudia Videla (CHI) |

| 10 de agosto de 2003 15:00         |        |         |                                                   |
| Trinidad e Tobago                  | 4–0    | Jamaica | Árbitros: Keely Dunn (CAN) Mercedes Sanchez (ARG) |
| Trotman 10' Sui Butt 25' Dixon 62' | Report |         | Árbitros: Keely Dunn (CAN) Mercedes Sanchez (ARG) |

#### Sétimo e oitavo lugar
| 10 de agosto de 2003 08:30 |        |                                                            |                                                   |
| República Dominicana       | 0–7    | Jamaica                                                    | Árbitros: Keely Dunn (CAN) Mercedes Sanchez (ARG) |
|                            | Report | Chambers 28' Grant 30' Hewitt 49' S. Russell 66' Smith 68' | Árbitros: Keely Dunn (CAN) Mercedes Sanchez (ARG) |

#### Quinto e sexto lugar
| 10 de agosto de 2003 15:00                            |        |                   |                                                      |
| Canadá                                                | 6–0    | Trinidad e Tobago | Árbitros: Rosario Ardanaz (URU) Claudia Videla (CHI) |
| Taunton 14' Tingley 19' Rix 49' Buker 59' MacLean 68' | Report |                   | Árbitros: Rosario Ardanaz (URU) Claudia Videla (CHI) |

### Fase da medalha
|  | Semifinais     | Semifinais   |   |              | Final          | Final |  |
|  |                |              |   |              |                |       |  |
|  | 10 de agosto   |              |   |              |                |       |  |
|  | Chile          | 1            |   |              |                |       |  |
|  | Estados Unidos | 6            |   |              |                |       |  |
|  |                |              |   |              |                |       |  |
|  |                |              |   |              | 13 de agosto   |       |  |
|  |                |              |   |              | Estados Unidos | 1     |  |
|  |                | Argentina    | 3 |              |                |       |  |
|  |                |              |   |              |                |       |  |
|  |                |              |   |              |                |       |  |
|  |                |              |   |              | Terceiro lugar |       |  |
|  | 10 de agosto   | 10 de agosto |   | 13 de agosto | 13 de agosto   |       |  |
|  | Argentina      | 7            |   | Chile        | 2 (4)          |       |  |
|  | Uruguai        | 0            |   |              | Uruguai        | 2 (5) |  |

#### Semifinais
| 10 de agosto de 2003 17:30 |        |                                                       |                                                |
| Chile                      | 1–6    | Estados Unidos                                        | Árbitros: Alcia Takeda (MEX) Ann van Dyk (CAN) |
| D. Infante 70'             | Report | Reeve 18' Wooley 43' Gannon 56' McCann 59' Barber 67' | Árbitros: Alcia Takeda (MEX) Ann van Dyk (CAN) |

| 10 de agosto de 2003 20:00                                                |        |         |                                                 |
| Argentina                                                                 | 7–0    | Uruguai | Árbitros: Sarah Garnett (NZL) Susan Gomes (TRI) |
| Aicega 11' Gulla 25' Rognoni 34' Ferrari 37' González Oliva 43' Aymar 67' | Report |         | Árbitros: Sarah Garnett (NZL) Susan Gomes (TRI) |

#### Disputa do bronze
| 13 de agosto de 2003 08:30                                             |        |                                             |                                                      |
| Chile                                                                  | 2–2    | Uruguai                                     | Árbitros: Jun Zhang Kentwell (USA) Susan Gomes (TRI) |
| Wilson 64' Varas 69'                                                   | Report | Carlucio 14' Hernandez 63'                  | Árbitros: Jun Zhang Kentwell (USA) Susan Gomes (TRI) |
| Penalidades                                                            |        |                                             | Árbitros: Jun Zhang Kentwell (USA) Susan Gomes (TRI) |
| Villagra Predefinição:Fhps · D. Infante · Garcia · P. Infante · Wilson | 4–5    | Ceretta · Chiara · Arigon · Casabo · Margni | Árbitros: Jun Zhang Kentwell (USA) Susan Gomes (TRI) |

#### Disputa do ouro
| 13 de agosto de 2003 17:30 |        |                           |                                                 |
| Estados Unidos             | 1–3    | Argentina                 | Árbitros: Sarah Garnett (NZL) Alison Hill (ENG) |
| Fuchs 64'                  | Report | García 16' Del Carril 50' | Árbitros: Sarah Garnett (NZL) Alison Hill (ENG) |

### Classificação final
1. Argentina
2. Estados Unidos
3. Uruguai
4. Chile
5. Canadá
6. Trinidad e Tobago
7. Jamaica
8. República Dominicana